# Salacia euphlebia
Salacia euphlebia är en benvedsväxtart som beskrevs av Merrill. Salacia euphlebia ingår i släktet Salacia och familjen Celastraceae. Inga underarter finns listade.